# N'zi FC Dimbokro
Le N'zi FC Dimbokro est un club de football ivoirien basé à Dimbokro, ville du centre du pays. Il joue actuellement en MTN Ligue 2.